# Ibiza Bar
"Ibiza Bar" es una canción escrita por la banda inglesa de rock progresivo Pink Floyd, aparecida en su tercer álbum Music from the Film More.

## Composición
Empieza con un riff similar al de «The Nile Song». A diferencia de esa canción, la canción no va cambiando de tonalidad, y los solos e improvisaciones de Gilmour a la guitarra usan más eco. Ambas canciones se encuentran entre los escasos coqueteos que hizo la banda con un sonido de rock más fuerte, junto con «The Gold It's in the...» (de Obscured by Clouds) y «Young Lust» de (The Wall).

## Otras versiones
La canción fue versionada por la banda de grunge psicodélico Love Battery en su álbum Between the Eyes, y por la banda Replicants en su epónimo álbum debut.

## Personal e instrumentario
- David Gilmour - guitarra eléctrica , voz
- Richard Wright - piano, órgano eléctrico
- Roger Waters - bajo
- Nick Mason - batería, percusión